# ITF Kreuzlingen
Das ITF Kreuzlingen (offiziell: ITF Women’s Circuit UBS Thurgau) ist ein Tennisturnier des ITF Women’s Circuit, das in Kreuzlingen, Schweiz, ausgetragen wird.

## Siegerliste

### Einzel
| Jahr                   | Siegerin              | Finalgegnerin    | Ergebnis   |
| ---------------------- | --------------------- | ---------------- | ---------- |
| ↓ Kategorie: $10'000 ↓ |                       |                  |            |
| 2013                   | Ekaterina Alexandrova | Timea Bacsinszky | 6:4, 6:3   |
| ↓ Kategorie: $25'000 ↓ |                       |                  |            |
| 2014                   | Michaëlla Krajicek    | Timea Bacsinszky | 6:4, 7:65  |
| ↓ Kategorie: $50'000 ↓ |                       |                  |            |
| 2015                   | Wolha Hawarzowa       | Rebecca Šramková | 6:2, 6:1   |
| 2016                   | Kristýna Plíšková     | Amra Sadikovic   | 7:64, 7:63 |

### Doppel
| Jahr                   | Siegerinnen                           | Finalgegnerinnen                        | Ergebnis         |
| ---------------------- | ------------------------------------- | --------------------------------------- | ---------------- |
| ↓ Kategorie: $10'000 ↓ |                                       |                                         |                  |
| 2013                   | Timea Bacsinszky Xenia Knoll          | Matea Mezak Silvia Njirić               | 6:3, 6:2         |
| ↓ Kategorie: $25'000 ↓ |                                       |                                         |                  |
| 2014                   | Eva Birnerová Michaëlla Krajicek      | Aleksandra Krunić Amra Sadikovic        | 6:1, 4:6, [10:6] |
| ↓ Kategorie: $50'000 ↓ |                                       |                                         |                  |
| 2015                   | Ljudmyla Kitschenok Nadija Kitschenok | Stéphanie Foretz Gacon Irina Ramialison | 6:3, 6:3         |
| 2016                   | Antonia Lottner Amra Sadikovic        | Tena Lukas Bernarda Pera                | 5:7, 6:2, [10:5] |

## Quelle
- Kreuzlingen 2016 auf der Website der ITF